# Cachoeira Macacoara
Cachoeira Macacoara är ett vattenfall i Brasilien. Det ligger i den norra delen av landet, 1 900 km norr om huvudstaden Brasília. Cachoeira Macacoara ligger 200 meter över havet.
Terrängen runt Cachoeira Macacoara är varierad. Cachoeira Macacoara ligger nere i en dal. Trakten runt Cachoeira Macacoara är nära nog obefolkad, med mindre än två invånare per kvadratkilometer.. Det finns inga samhällen i närheten.
I omgivningarna runt Cachoeira Macacoara växer i huvudsak städsegrön lövskog.